# سید حسن کنعان
سید حسن کنعان (بنگالی: সাঈদ হাসান কানন؛ زادهٔ ۱۵ فوریهٔ ۱۹۶۴) بازیکن سابق و مربی فوتبال اهل بنگلادش است.
وی همچنین در تیم ملی فوتبال بنگلادش بازی کرده است.
وی در مسابقات کشوری و بین‌المللی در مجموع برندهٔ ۲ مدال نقره، ۱ مدال برنز شده است.